# 武田四天王
武田四天王（日语：／ Takedashitennō）指的是在日本戰國時代，甲斐國武田家當主武田信玄、勝賴時期的重臣中，馬場信春（信房）、內藤昌豐（昌秀）、山縣昌景、高坂昌信（春日虎綱）的合稱。

## 概要
在早期被信玄登用，並一直出仕的主要家臣。昌景、昌豐是譜代家老家的次男，信房是身分低下的甲斐眾，虎綱原是百姓身分。在信玄時期，隨著領國擴大，信房成為信濃國（現今長野縣）牧之島城城代、昌豐成為上野國（現今群馬縣）箕輪城城代、昌景成為駿河國（現今靜岡縣靜岡市）江尻城城代、昌信成為信濃國海津城城代；各自有支配領地。
信房、昌景、昌豐在天正3年（1575年）長篠之戰中戰死；昌信則存活至天正6年（1578年），在海津城病逝，『甲陽軍鑑』的原本就是由昌信的口述所寫成。
此外，在武田信虎、信玄早年時期，武田四天王則是指板垣信方、甘利虎泰、飯富虎昌、小山田昌辰（虎滿）。
在SEGA的遊戲戰國大戰中，以前者（馬場、內藤、山縣、高坂）為武田四名臣，以後者（板垣、甘利、飯富、小山田）為武田四天王。